# Pellegrino Salandri
Pellegrino Salandri, né à Reggio d'Émilie le 30 avril 1723 et mort à Mantoue 17 août 1771, est un poète italien.

## Biographie
Né à Reggio le 30 avril 1723, d’une famille pauvre et obscure, il dut le bienfait d’une éducation libérale à la générosité d’une personne qui se chargea de son entretien et de celui de son frère. II fit ses études au séminaire de sa ville natale et fut reçu docteur en théologie. Mais il abandonna presque aussitôt la carrière ecclésiastique et ne s’occupa que de littérature, surtout de la poésie, pour laquelle il avait montré de bonne heure les plus heureuses dispositions. Une circonstance particulière que les biographes ne précisent pas lui ayant rendu désagréable le séjour de Reggio, il se rendit à Modène, où il se vit obligé d’entrer, comme précepteur, dans la maison du comte Beltramo Cristiani, administrateur général du duché, pendant son occupation, en 1742, par les troupes combinées de la reine de Hongrie et du roi de Sardaigne. Bien que cet emploi fût peu en harmonie avec les goûts et le caractère de Salandri, il dut s’applaudir de l’avoir accepté et de s’être fait par ce moyen un puissant protecteur. Il devint le secrétaire particulier du comte, et il le suivit dans ses différentes missions à Milan, à Vienne, à Turin et à Parme. Ayant été nommé, par le crédit de ce diplomate, premier officier de la secrétairerie royale de Mantoue, Salandri alla se fixer dans cette ville, où l’on s’empressa de l’appeler aux académies des Timides et de la Colonie de Virgile ; et quand, par un décret impérial de 1767, ces deux sociétés furent fondues en une seule, il fut chargé d’en rédiger les statuts et nommé secrétaire perpétuel. Plus tard, il devint aussi secrétaire du tribunal héraldique établi à Mantoue. Le 17 août 1771, il était parti de cette ville pour aller passer quelques jours à la campagne, lorsqu’il périt écrasé sous sa voiture, que les chevaux en s’emportant avaient renversée. Pendant un voyage à Rome, il avait été nommé membre de l’Académie d'Arcadie, sous le nom d’Alceste Priamideo.

## Œuvres
- Poésies pour une religieuse, Milan, 1749, in-4° ;
- Cinq oratorios pour musique, destinés à être chantés les vendredis de carême ;
- les Invectives contre l’Ibis, etc., d’Ovide, traduites en tercets et en vers libres, Milan, 1753, in-4°, et dans le tome 30 du recueil des anciens poètes, publié à Milan par Argelati ;
- Plusieurs pièces de vers dans le recueil de poésies publié à Milan, en 1754, à l’occasion du mariage d’une fille du comte Cristiani avec le marquis Castiglione. Les principales ont pour titre : Galerie de vingt et une femmes illustres (12 sonnets) ; les Noces selon les rites antiques (20 sonnets) ; les Noces suivant les rites de l’Église romaine (sonnets et tercets) ;
- Louanges à Marie, Milan, 1759, in-4°, avec des notes historiques, théologiques et morales. Ce recueil se compose de quatre-vingt-un sonnets, dont cinquante-neuf répondent aux litanies de la Vierge et célèbrent les attributs qui y sont énumérés. L’auteur a traité ce difficile sujet avec beaucoup de talent, et il n’y a pas été surpassé depuis.
- Canzone à l’occasion du passage par Mantoue de l’infante Isabelle d’Espagne, épouse de l’archiduc Joseph ; Mantoue, 1760, in-4° ;
- Cinquante sonnets à l’impératrice Marie-Thérèse, à l’occasion des noces de l’archiduc Léopold, grand-duc de Toscane, avec l’infante Louise de Bourbon, Mantoue, 1765, in-folio ;
- la Vision, poème, à l’occasion de la maladie et guérison de l’impératrice Marie-Thérèse, Mantoue, 1767, in-4° ;
- Éloge de l’abbé Carlo Innocenzo Frugoni, secrétaire perpétuel de l’académie des beaux-arts de Parme, Mantoue, 1769, in-4° ;
- Compositions lues le jour de l’inauguration de l’amphithéâtre de l’académie de Mantoue, Mantoue, 1769, in-4°. Elles se composent d’une cantate, d’un discours pour la distribution des prix et d’une ode intitulée la Nuit.
- Canzone, à l’occasion du mariage de Ferdinand de Bourbon avec l’archiduchesse Marie-Amélie, Mantoue, 1769, in-4° ;
- six sonnets adressés au comte Achille Crispi, dont la fille venait de se faire religieuse, Mantoue, 1770, in-4° ;
- le Combat, action lyrico-dramatique, Mantoue, 1771, in-8°.

Salandri a inséré un grand nombre de pièces dans divers recueils, surtout dans celui des Poésies des Arcades, et en a fait imprimer d’autres sur de simples feuilles volantes. Il a laissé en manuscrit des Leçons sur l’usage de la mythologie dans la poésie, un éloge du P. Alessandro Cialli. moine célestin, et différents discours prononcés à l’Académie de Mantoue. Ses œuvres ont été publiées, en 1783, à Mantoue et à Nice, et réimprimées plusieurs fois depuis ; l’édition la plus complète est celle de Reggio, 1824, in-16. Comme poète, il jouit encore de quelque réputation en Italie, et il le mérite à plus d’un titre. Son style est constamment pur, élégant, et ses pensées ne manquent ni d’élévation ni de grandeur. C’est surtout dans la poésie sacrée qu’il excelle, et les vers qu’il a laissés dans ce genre peuvent être lus avec plaisir, même après ceux du Manzoni et du chanoine Giuseppe Borghi. Salandri était aussi improvisateur. L’abbé Quadrio assure l’avoir entendu plusieurs fois, et il en parle avec éloge dans le tome 7 de son Histoire de la poésie. On trouve des notices sur ce poète dans I’Europa letteraria de novembre 1771, dans la Biblioteca modenese de Tiraboschi, t. 5, et en tête des éditions de ses œuvres.

## Sources et références
- « Pellegrino Salandri », dans Louis-Gabriel Michaud, Biographie universelle ancienne et moderne : histoire par ordre alphabétique de la vie publique et privée de tous les hommes avec la collaboration de plus de 300 savants et littérateurs français ou étrangers, 2e édition, 1843-1865 [détail de l’édition]